# Runosång

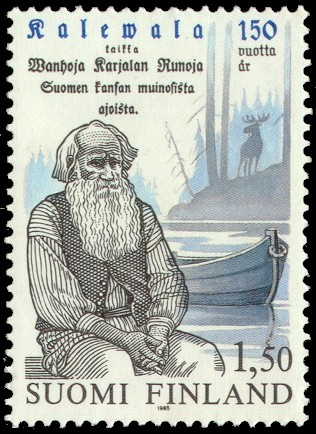
Den karelske runosångaren Pedri Shemeikka på ett finländskt frimärke från 1985

Runosång är en folkmusikalisk sångstil som hör hemma i Finland, Ryssland (Karelska republiken, Ingermanland, Tverkarelen), Estland, och även Sverige (bland annat hos skogsfinnarna). Runosången är traditionellt sett en östersjöfinsk sångstil.  Den sjungs på kalevalameter. Runosången hör till Finlands äldre folkmusikstil, den kalevaiska, som var förhärskande tills spelmansmusiken tog över. 
En tidig folkminnesupptecknare och insamlare av runosånger var stadsläkaren i Nykarleby Zacharias Topelius d.ä. (1781-1831), historikern och författaren Zacharias Topelius far. Denne utgav samlingen Suomen kansan Vanhoja Runoja ynnä nykyisempiä Lauluja i fem band 1822-1831. Han blev på så sätt en av inspiratörerna till Elias Lönnrots arbete med Kalevala.
En av de äldsta traditionella runosångarna i Sverige var Kaisa Vilhuinen. Ett pris delas ut till Vilhuinens minne, Kaisa Vilhuinen-priset. Vilhuinen levde i de svenska finnskogarna och dog år 1941.  
I dag framförs runosång av enskilda utövare, till exempel norska Sinikka Langeland, som bor i Grue Finnskog i Grue kommun i Hedmark fylke. Hon 2003 slutförde sitt "Runesangprosjektet" och tilldelades då Edvard-prisen i samtidsmusik för boken Karhun Emuu och albumen Tirun lirun och Runoja.

## Bildgalleri

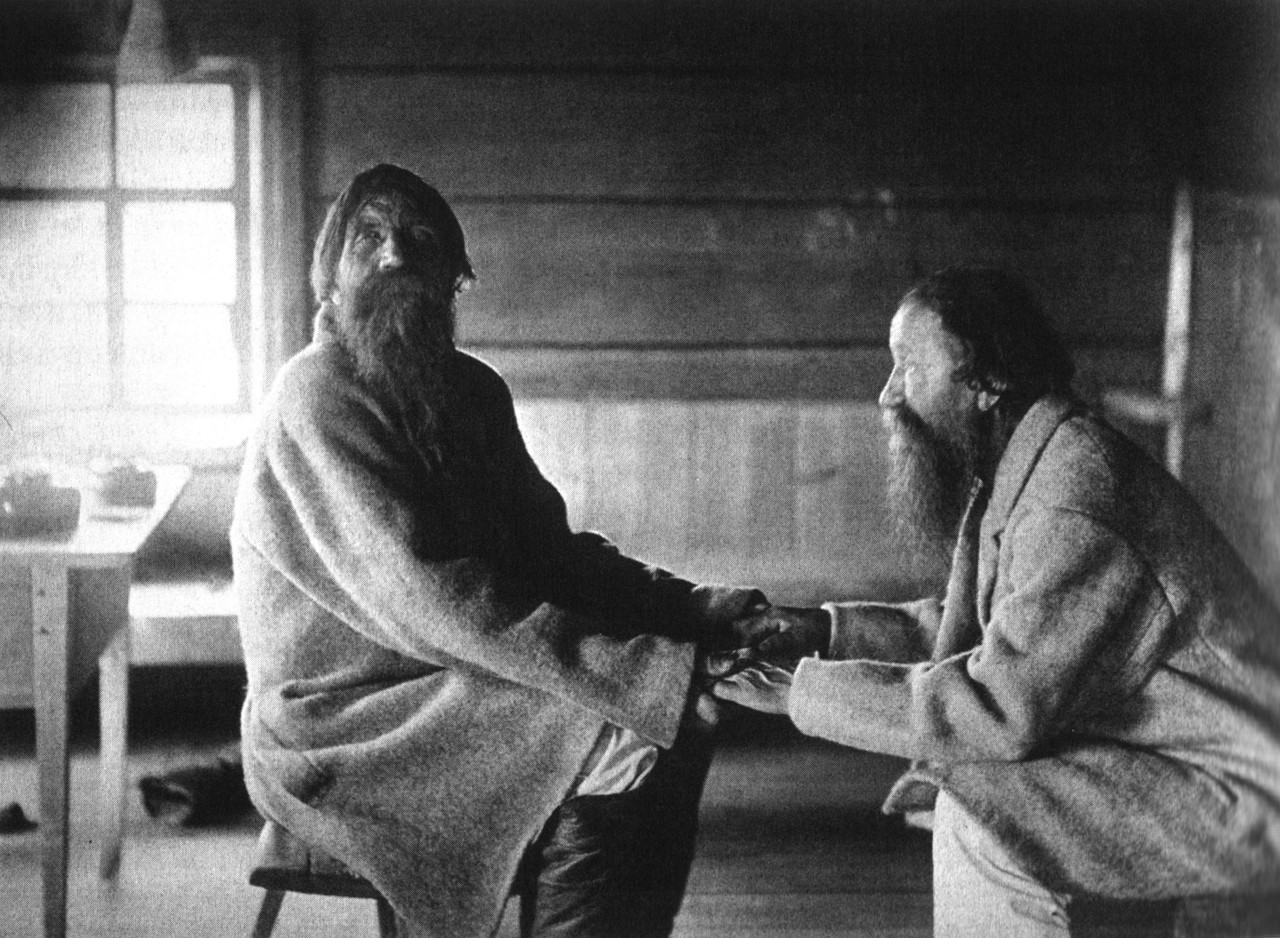
Bröderna Poavila och Triihvo Jamanen reciterar finsk folkpoesi i byn Uhtua i nuvarande Karelska republiken 9 Ryssland. Fotot är från 1894.
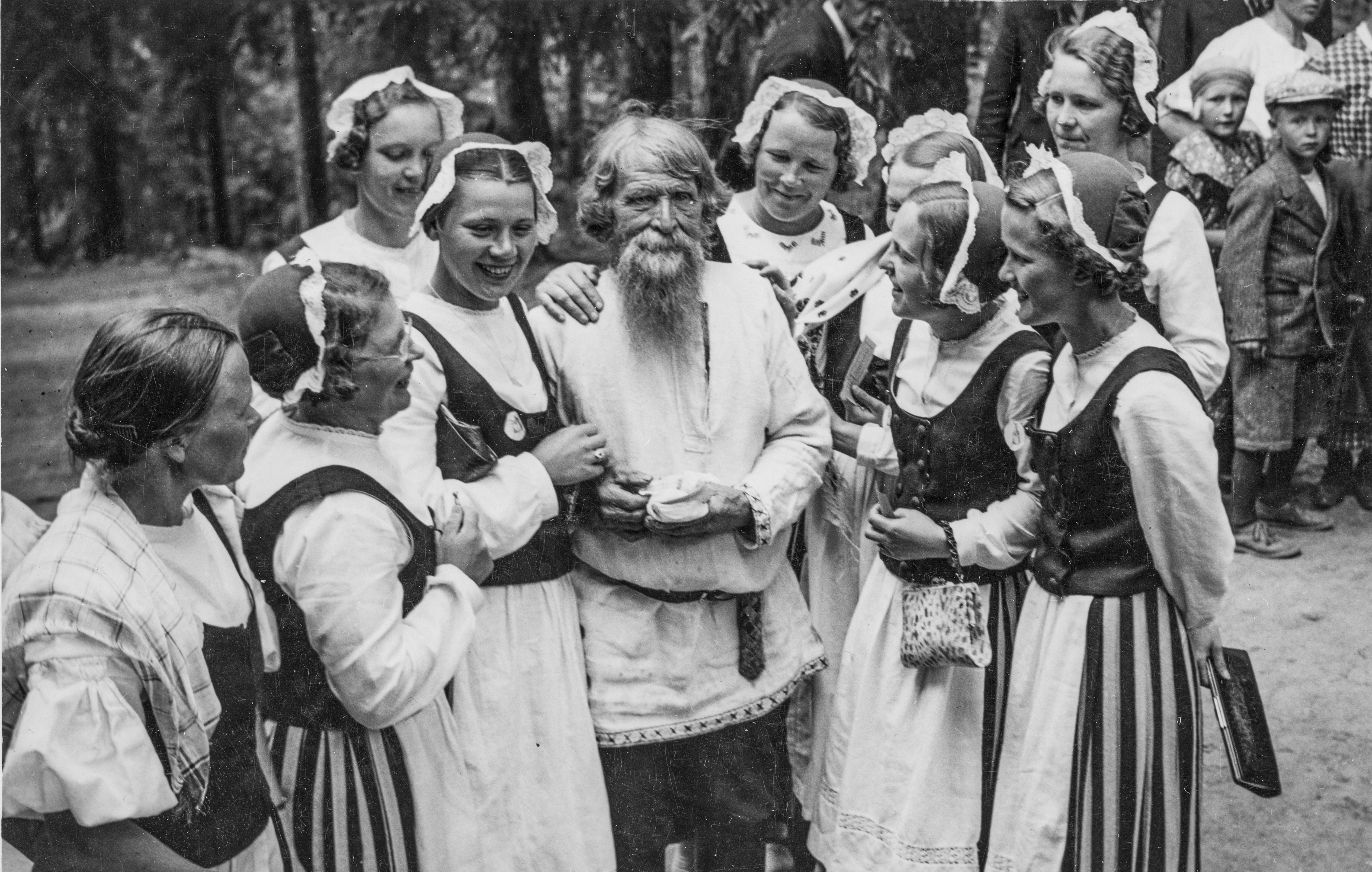
Runosångare på en sångarfestival i Sordavala 1935. Foto: Aarne Pietinen (1884–1946).

## Runosångare i urval
- Mateli Magdalena Kuivalatar
- Larin Paraske
- Pedri Shemeikka
- Kaisa Vilhuinen